# أنابيلا هلال
أنابيلا هلال (4 يونيو 1986 -) مقدمة برامج وعارضة أزياء لبنانية ووصيفة ملكة جمال لبنان لعام 2005. شاركت في ملكة جمال العالم في 2006 في وارسو، بولندا.

## مشوارها المهني
حاصلة على دكتوراه في الحقوق، شاركت في مسابقة ملكة جمال لبنان 2005 حيث حلّت وصيفة أولى. ثم شاركت في مسابقة ملكة جمال الكون 2006 وحلت ضمن أول 10 متسابقات، بدأت بتقديم البرامج عام 2007 من خلال برنامج ميشن فاشن على شاشة أل بي سي، كما قدمت برنامج حلوة ومرة على نفس القناة بمشاركة كارلا حداد وكارلا يونس وإليز فرح وعفاف دمعة. وقدمت برنامج تلفزيون الواقع «أراب آيدل» بمواسمه الأول والثاني والثالث في إم بي سي ثم إنتقلت إلى محطة إم تي في اللبنانية حيث قدمت العديد من البرامج و منها برنامج ديو المشاهير بجميع مواسمه.

### حياتها الأسرية
تزوجت من طبيب الجراحة التجميلية والترميمية اللبناني نادر صعب. وقد أقيم حفل الزفاف في 14 تشرين الثاني 2009 في كنيسة مار شربل في ليماسول بقبرص. ولها أربع أولاد هم ماييفا (ولدت عام 2010)، ونادر جونيور (ولد عام 2011) وجولا رفقا (ولدت سنة 2014) و إيلي (ولد سنة 2017)

## البرامج التي قدمتها
| البرنامج                                | عرض على            | العام |
| --------------------------------------- | ------------------ | ----- |
| ميشن فاشن                               | أل بي سي           | 2007  |
| حلوة ومرة                               | أل بي سي           | 2011  |
| أراب آيدل (الموسم الأول)                | إم بي سي           | 2012  |
| أراب آيدل (الموسم الثاني)               | إم بي سي           | 2013  |
| أراب آيدل (الموسم الثالث)               | أم بي سي           | 2014  |
| ديو المشاهير (الموسم الرابع)            | إم تي في اللبنانية | 2015  |
| حفل إنتخاب ملكة جمال لبنان              | إم تي في اللبنانية | 2018  |
| ذا فويس كيدز الموسم الثالث (آخر حلقتين) | أم بي سي           | 2020  |
| ذا فويس سينيور الموسم الأول             | أم بي سي           | 2020  |
| The Masked Singer- إنت مين؟"            | إم بي سي           | 2020  |
| إنت Mean                                | إم تي في اللبنانية | 2024  |

## وصلات خارجية
- أنابيلا هلال على موقع قاعدة بيانات الأفلام العربية